# Бойцова, Любовь Валентиновна
Любовь Валентиновна Бойцова (род. 2 сентября 1965, Уфа) — юрист, специалист по реабилитации необоснованно осужденных; выпускница юридического факультета Кемеровского государственного университета (1987), доктор юридических наук с диссертацией об ответственности государства за ущерб, причиненный гражданам в сфере правосудия (1995); профессор кафедры конституционного (государственного) права зарубежных стран МГЮА (1997); основатель и президент Научно-исследовательского центра правовых культур (2001); главный редактор «Российского журнала сравнительного права» (2002).

## Биография
Любовь Бойцова родилась 2 сентября 1965 года в Уфе; в 1987 году она окончила юридический факультет Кемеровского государственного университета (с отличием). В 1990 году завершила обучение в аспирантуре Ленинградского государственного университета, где защитила кандидатскую диссертацию по теме «Реабилитация необоснованно осужденных граждан» — стала кандидатом юридических наук. Через пять лет она успешно защитила в НИИ проблем укрепления законности и правопорядка при Генеральной прокуратуре РФ докторскую диссертацию по теме «Ответственность государства за ущерб, причиненный гражданам в сфере правосудия: генезис, сущность, тенденции развития» — стала доктором юридических наук.
В 1993 году Бойцова проходила научную стажировку в Институте международного частного права и сравнительного права, действовавшем при Оснабрюкском университете в Германии. Через три года она стажировалась в Свободном университете города Амстердам. Начиная с 1991 года читала студентам юридического факультета Тверского государственного университета курсы «Конституционное право зарубежных стран» и «Теория государства и права», а также вела специальный курс «Ответственность государства за ущерб, причиненный гражданам».
В декабре 1995 года Бойцова стала профессором кафедры конституционного права и прокурорского надзора Тверского университета; занимала данный пост до 2005 года. В апреле 1997 года — стала профессором кафедры конституционного (государственного) права зарубежных стран в Московской государственной юридической академии (МГЮА). В период с 1993 по 1995 год состояла членом проектной группы Комиссии по правам человека при Президенте России.
В 2001 году Бойцова стала основателем и первым президентом Научно-исследовательского центра правовых культур (НИЦПК). Через год она заняла пост главного редактора научных журналов «Российский электронный журнал сравнительного права», «Российский журнал сравнительного права», «Европейские правовые культуры» и «Европейские правовые культуры: электронный журнал»; кроме того она стала членом редколлегии московского «Журнала международного публичного и частного права».

## Работы
Любовь Бойцова является автором и соавтором более 200 научных публикаций, включая несколько монографии; она специализируется, в основном, на реабилитации необоснованно осужденных в российском и зарубежном уголовном праве:
- «Реабилитация необоснованно осужденных в современных правовых системах» (Тверь, 1993);
- «Уголовная юстиция: Гражданин. Государство. Компенсация ущерба, причиненного личности актами уголовной юстиции» (Тверь, 1994);
- «Голландская правовая культура» (М., 1997);
- «Гражданин и государство (ответственность за ущерб, причиненный актами власти)» (М., 1997);
- «Грамматика свободы: конституционное право России и зарубежных стран (англосаксонская, континентальная и иные правовые системы)» (М., 2001).